# تشيجوسا إيكيدا
تشيجوسا إيكيدا (باليابانية: 池田千草) مواليد 5 يونيو 1976، هي مؤدية أصوات يابانية.

## الأعمال
- بي بليد
- همتارو
- أوجاماجو دوريمي
- ون بيس
- بوكيمون